# Palazzo delle Esposizioni (Pavia)

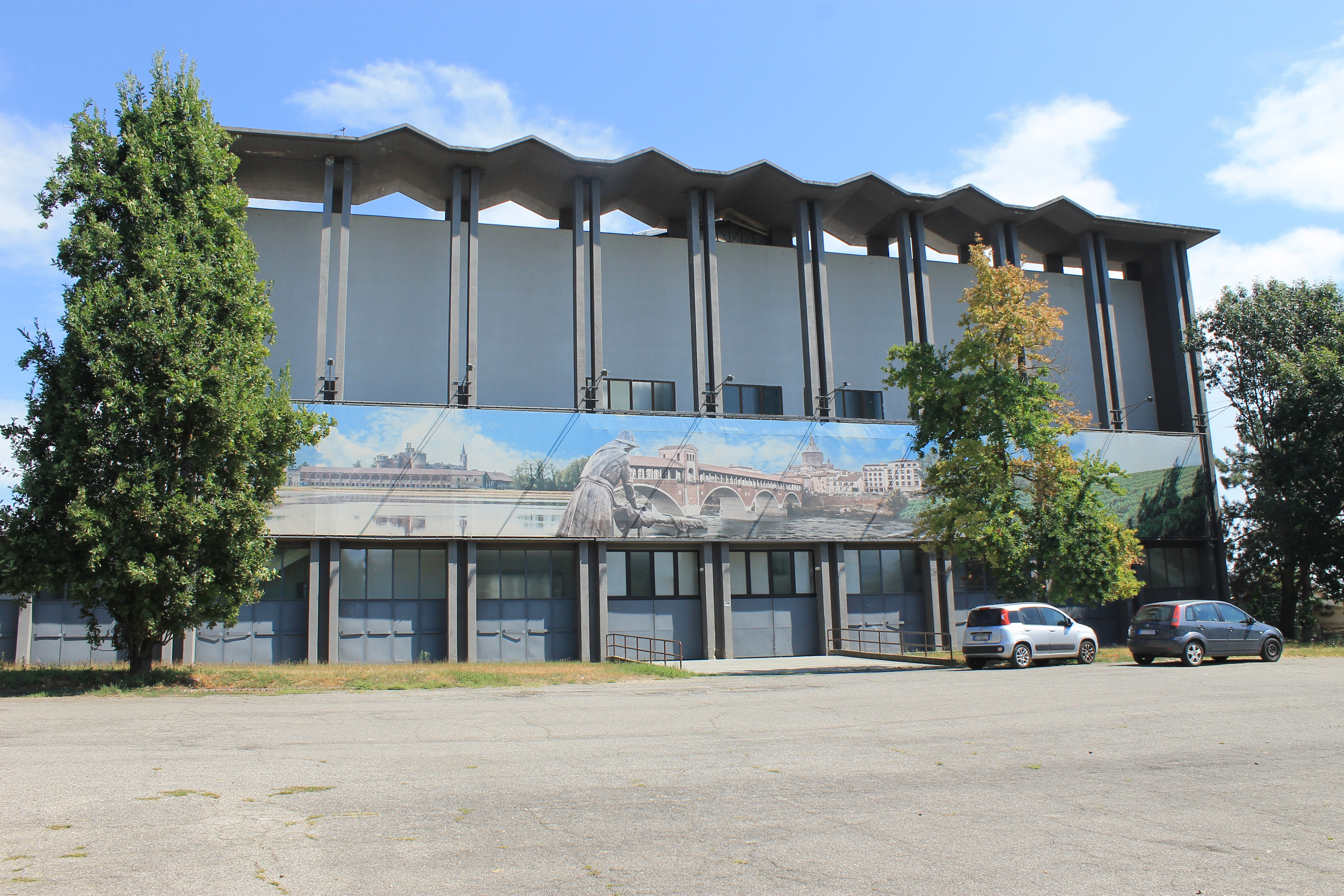
Prospetto principale

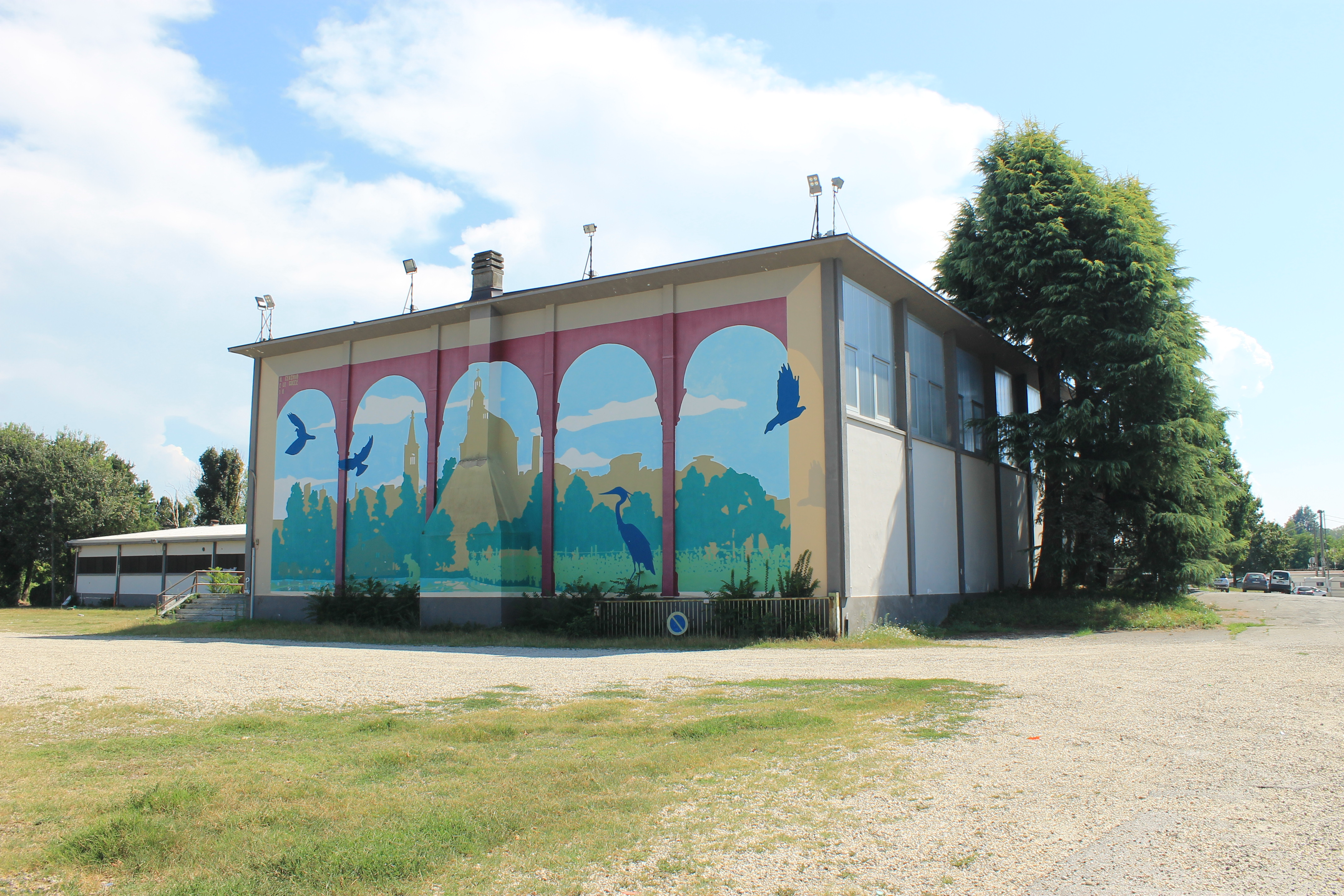
Vista sul murale

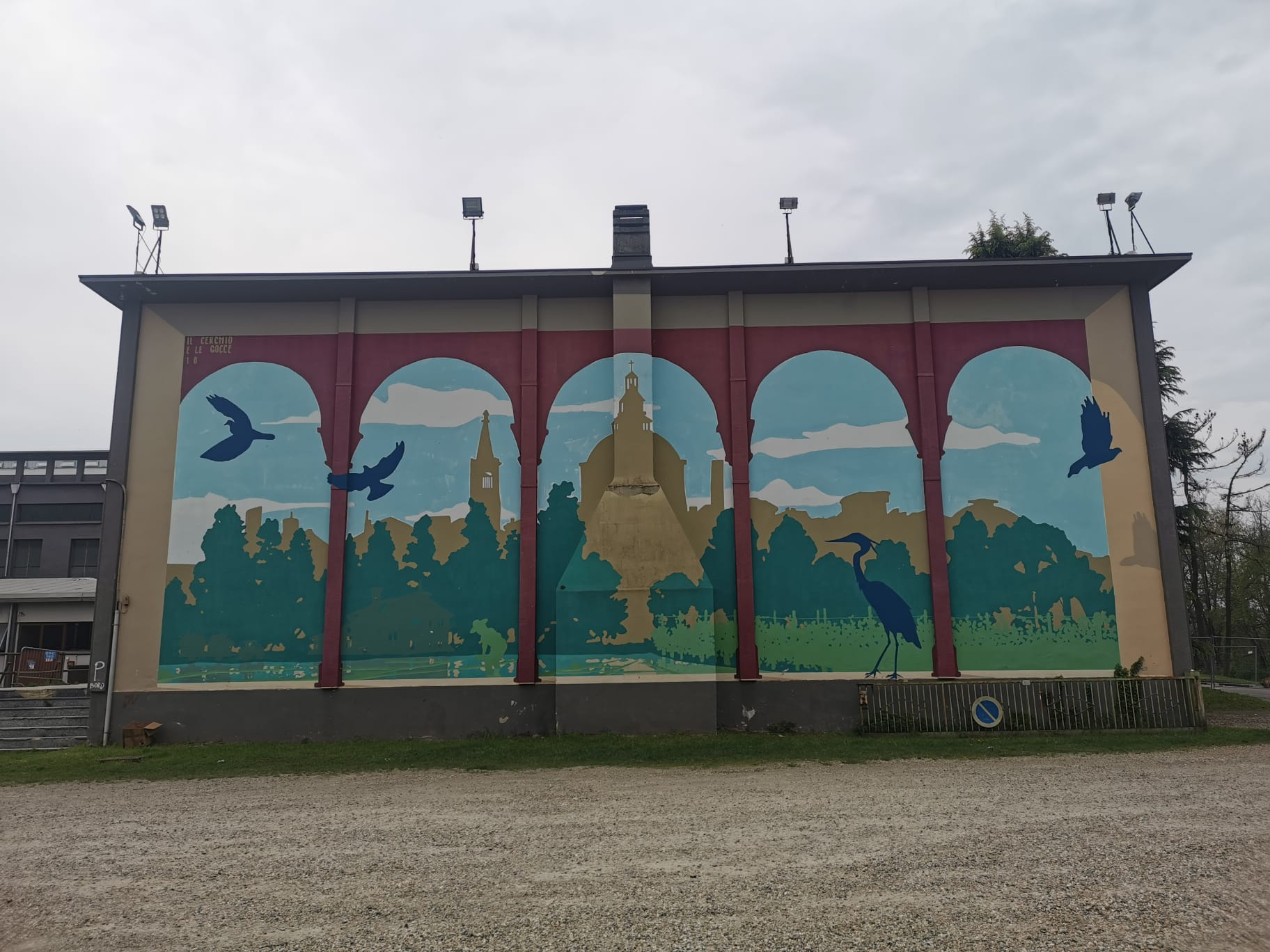
Street Art

Il Palazzo delle Esposizioni è un edificio situato a Pavia, in Piazzale Europa 12. Progettato nel 1957 dagli architetti Carlo Alberto Sacchi e Duilio Chiandussi, è attualmente utilizzato per mostre d'arte, manifestazioni e, occasionalmente, per riunioni e conferenze.

## Storia

### Il progetto di Sacchi e Chiandussi
Il progetto è il risultato di un concorso indetto dalla Camera di Commercio di Pavia nel 1953, volto a fornire una sede stabile per le fiere che coinvolgevano i settori produttivi della città, tra cui industriali, agricoli, artigianali e artistici. Anche se inizialmente la commissione giudicatrice non ha trovato soddisfacenti nessuno dei progetti presentati, l'incarico finale è stato affidato a Carlo Alberto Sacchi e Duilio Chiandussi. Questi architetti hanno avuto l'opportunità di rielaborare le proposte iniziali al fine di rispondere appieno alle esigenze e alle richieste del bando.

### Riqualificazione
Nel 2019 la Camera di Commercio di Pavia ha attuato un piano di riqualifica del Palazzo delle Esposizioni. I lavori avevano l'obiettivo di riparare gli elementi deteriorati dal tempo e di adeguare l'edificio alle nuove esigenze funzionali del Comune.

## Descrizione
Il complesso si estende su un'area di circa 18.000 metri quadrati, situata tra Piazzale Europa, il Ticino e il Naviglio Pavese. L'area comprende un piazzale di accesso, il complesso edilizio, un parcheggio e un giardino con spazi espositivi all'aperto.
L'architettura si compone di due corpi principali collegati tra di loro tramite un corridoio e una galleria interna. Si sviluppa su tre livelli e si divide in due padiglioni principali.
Il padiglione maggiore occupa una superficie di circa 2 500 metri quadrati ed è utilizzato per le esposizioni più importanti e per le manifestazioni sportive. 
Si presenta esternamente con forma parallelepipeda e con ampie facciate vetrate, collocate nella parte alta della struttura in modo tale da permettere un'entrata di luce indiretta all'interno della sala espositiva e prendendo anche in considerazione l'orientamento solare, controllato da brise-soleil (sistemi di schermatura dai raggi solari).
Il padiglione minore, detto anche delle piccole mostre, occupa una superficie di 400 metri quadrati e viene utilizzato per mostre, sala riunioni, congressi e conferenze. Si ripete il motivo dell'edificio principale con l'alternanza di pareti piene, di ampie finestre e di pilastri portanti.
Tra i due padiglioni sono collocati dei servizi (toilette, biglietteria e abitazione del custode), comuni ad entrambi gli edifici, che permettono di rendere la struttura il più funzionale possibile.
Il tetto, realizzato in falde, presenta una forma curva. È sostenuto da una serie continua e ritmica di grandi archi, con una luce netta di 34 metri, collegati in modo longitudinale; sopra gli archi sono collocate le finestre. 	
La copertura presenta un'intercapedine per l'isolamento termico e un lucernario lungo la linea di colmo. 
In corrispondenza della facciata invece il tetto curvo è oscurato da una lama di copertura irregolare, sorretta dai pilastri.

### Interni
Il padiglione maggiore, grazie alla sua grandezza fornisce due accessi: uno tramite la galleria di collegamento con il padiglione minore, ed il secondo direttamente dal piazzale. 
L'interno è completamente vuoto e per poter esporre le opere, o il materiale fieristico, vengono collocati dei muri mobili o opportuni padiglioni. Essi permettono di utilizzare lo spazio disponibile senza uno schema preciso bensì in base alle esigenze degli espositori. 	
Il padiglione minore offre accesso alla zona dedicata all'ufficio informazioni e all'abitazione del custode ed internamente è diviso e sorretto da pilastri, collocati nella navata centrale della sala.

### Facciata
La facciata dell'edificio è caratterizzata da alti e sottili pilastri distaccati dal corpo principale e sormontati da una copertura a lama. Le tonalità predominanti sono tenui, con il grigio utilizzato per le strutture portanti in cemento armato e il bianco per le pareti. I serramenti, inizialmente progettati con colori vivaci, sono attualmente realizzati in tonalità sia tenui che scure.

### Il murale
Sul lato dell'edificio è presente un murale di 22 per 9 metri che raffigura elementi tipici di Pavia, tra cui un vigneto dell'Oltrepò Pavese, una risaia e un colonnato che richiama i chiostri storici del centro cittadino. Lo sfondo del murale rappresenta lo skyline della città, caratterizzato da torri, campanili e cupole.

## Eventi di rilievo
- 2004 ― Paviantiquaria
- 2009 ― Carlo Mo[1]
- 2014 ― PaviArt[2] II edizione
- 2016 ― PaviArt 2016
- 2017 ― PaviArt 2017
- 2017 ― PaviArt Talent
- 2018 ― PaviArt 2018
- 2018 ― P.A.T. - PaviArt Talent
- 2018 — Autunno Pavese[3]
- 2019 ― PaviArt. Fiera d'arte moderna e contemporanea
- 2019 ― P.A.T. Pavia Art Talent III Edizione
- 2023 — Autunno Pavese
- 2024 ― PaviArt - Mostra d'arte moderna e contemporanea

### Fonti archivistiche
- Archivio storico civico di Pavia

### Fonti bibliografiche
- Vittorio Prina, Pavia moderna. Architettura moderna in Pavia e Provincia 1925-1980, Cardano, Pavia 2002, p. 222.